# Hartford Courant

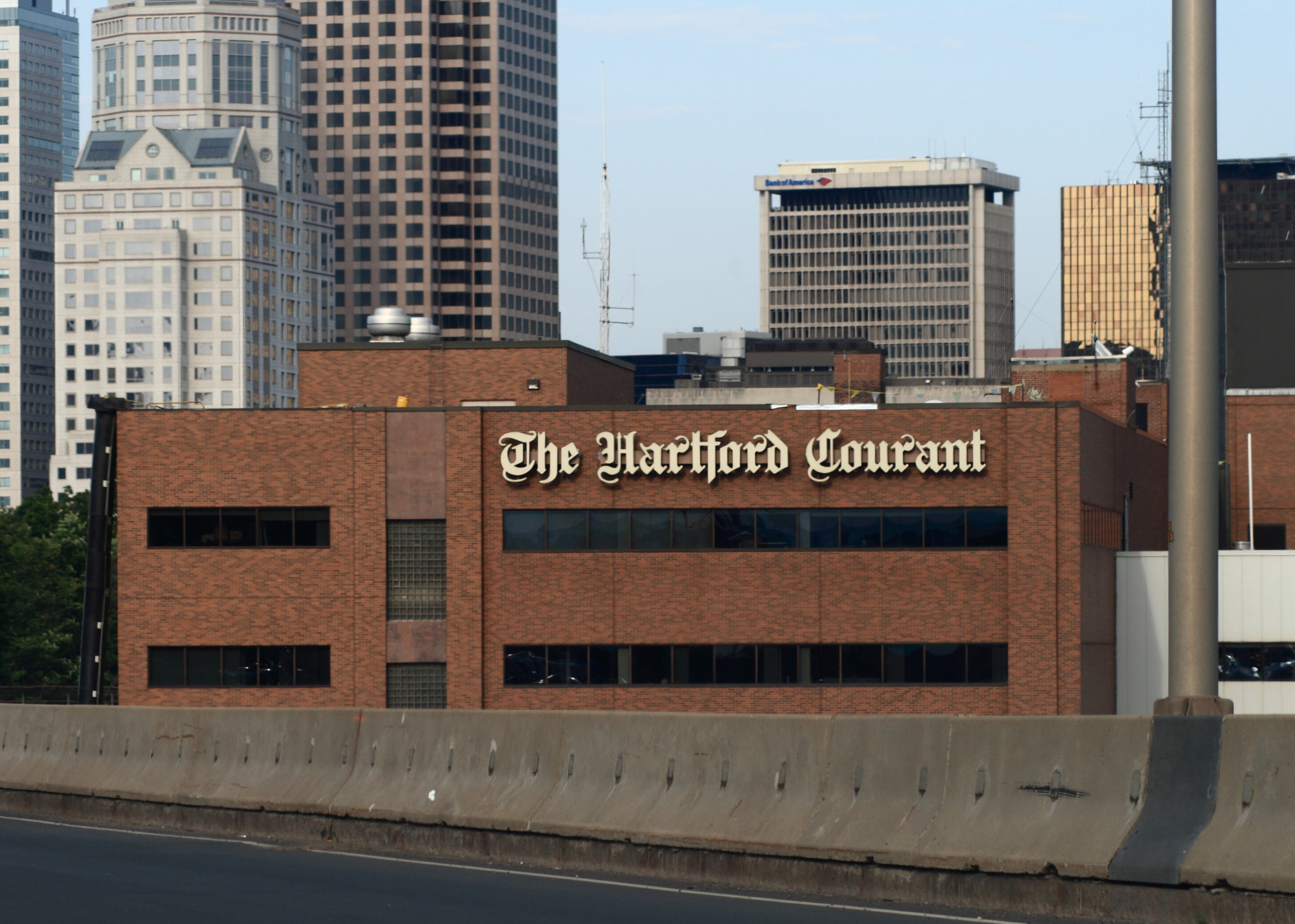
Hauptsitz

The Hartford Courant ist eine US-amerikanische Tageszeitung in Connecticut. Sie ist die auflagenstärkste in diesem Bundesstaat und gilt auch als eine der ältesten kontinuierlich herausgegebenen Zeitungen in den USA.
Der Courant begann am 29. Oktober 1764 als Wochenzeitschrift mit dem Namen Connecticut Courant und wurde 1837 zur Tageszeitung. 1979 wurde er von der Times Mirror Company gekauft. Im Jahr 2000 wurde Times Mirror von der Tribune Company übernommen, die später das Management und die Einrichtungen der Zeitung mit denen eines Tribune-eigenen Fernsehsenders in Hartford zusammenlegte. Courant und andere Tribune-Druckobjekte wurden 2014 an eine neue Muttergesellschaft, Tribune Publishing, getrennt vom Sender, ausgegliedert. Tribune Publishing stimmte im Mai 2021 der Übernahme durch Alden Global Capital zu, das seine Medienobjekte über Digital First Media betreibt. Die Transaktion wurde am 25. Mai 2021 abgeschlossen.

## Geschichte
Die erste Wochenausgabe der von Thomas Green gegründeten Zeitung erschien am 29. Oktober 1764. Damals hieß sie noch The Connecticut Courant. Später schrieb Mark Twain gelegentlich Artikel. Der Höhepunkt bei der Auflagenstärke war im Jahr 1993, wo die Sonntagsausgabe auf einen Absatz von über 330.000 Exemplaren kam.
Heute gehört das Blatt zum Medienkonzern tronc.